# Безуглівка (Бориспільський район)
Безу́глівка — село в Україні, у Пристоличній сільській громаді, Бориспільського району, Київської області. Орган місцевого самоврядування — Пристолична сільська громада. Населення становить 115 осіб.

## Географія
Село Безуглівка розміщується за 9 км на північний захід від Борисполя, 0,5 км від автомагістралі Київ — Харків і від залізничної магістралі. На західній околиці село межує з Києвом.
Транспортне сполучення зі столицею та Борисполем забезпечується електропотягами Гребінка, Яготин — Київ з платформи Чубинський. Пересадка на метрополітен забезпечується на станціях Видубичі та Київ-Пасажирський — Північна, на міські електропотяги — на ст. Дарниця.
По території сільської ради, на північ від сіл Велика Олександрівка та Безуглівка, проходить автодорога місцевого значення Бровари — Бориспіль. Вулиці села мають тверде покриття, за винятком вул. Степової-1, вул. Степової-2 та 2-х провулків.

## Населення
За даними всеукраїнського перепису населення 2001 року у селі мешкало 115 осіб
Мова
Розподіл населення за рідною мовою за даними перепису 2001 року був наступним:
| українська | 114 | 99,13 |
| російська  | 1   | 0,87  |

## Історія
У 1868—1927 роках селище мало назву Ремесівка, імовірно засновником є Вільгельм Ремерс.
У довіднику Чернігівської губернії селище позначено, як хутір Ремерсов (Ремесовка), де було 17 дворів та мешкало 80 осіб (36 чоловічої та 44 жіночої статі)
1901 року – хутір Ремерсовка Броварської волості Остерського повіту Чернігівської губернії, 183 мешканця.

## Підприємства
На півночі села розташовані земельні угіддя ТОВ «Технополіс-2», ПП «Решетар O. K.», МПП ВКФ «Кисень». На південному заході розташовані: логістичний комплекс, ПП «Сторожук», ПП «Шумко». В центрі села при вулиці Корольова розташовано пожежне водосховище.
Діти з села Безуглівка мають можливість відвідувати дитячо-юнацький футбольний клуб «Прометей».